# Robert Nathan
Robert Nathan (New York, 2 gennaio 1894 – Los Angeles, 25 maggio 1985) è stato uno scrittore e poeta statunitense.

## Biografia
(Robert Nathan (Viaggio sul fiume))
Robert Nathan nacque nel 1894 a New York in una famiglia ebrea.
Compì i suoi studi negli Stati Uniti d'America ed in Svizzera. 
Frequentando l'Università di Harvard iniziò a scrivere poesie e brevi racconti senza concludere gli studi e decidendo di iniziare a lavorare dopo essersi sposato giovanissino, proprio mentre frequentava Harvard.
Nel 1919 scrisse il suo primo romanzo, stroncato dalla critica. 
Negli anni venti raggiunse la notorietà ed il successo con altri romanzi, e da quel momento la sua carriera gli permise di essere sempre più conosciuto dal grande pubblico, anche per il trasferimento di suoi lavori in opere cinematografiche e per la televisione. Sembra che, una volta raggiunta la notorietà, Francis Scott Fitzgerald lo abbia definito uno dei suoi autori preferiti.
Si sposò numerose volte, e la sua settima moglie fu l'attrice inglese Anna Lee.
Si spense nel 1985 e venne sepolto nel Westwood Village Memorial Park Cemetery di Los Angeles.

## Lavori
- (EN) Peter Kindred, New York, Duffield and Company, 1919, OCLC 996206., il suo primo romanzo autobiografico.[3]
- (EN) The bishop's wife, New York, Grosset & Dunlap Publishers, 1928, OCLC 702338047., dal quale fu tratto il film La moglie del vescovo.
- (EN) Selected poems of Robert Nathan, New York, A.A. Knopf, 1935, OCLC 1492282.
- (EN) Portrait of Jennie, New York, Knopf, 1967, OCLC 10065505., il suo romanzo di maggior successo.[3]
- (EN) One more spring, New York, Knopf, 1973, ISBN 978-0-394-43923-5, OCLC 463839998.
- Viaggio sul fiume, traduzione di Gaja Lombardi Cenciarelli, Esemplare 319 di 999 esemplari numerati, Roma, Atlantide, 2016, ISBN 978-88-99591-06-9, OCLC 1153223607.

## Nella cultura di massa
Il suo romanzo The bishop's wife venne utilizzato nel 1947 per il film La moglie del vescovo diretto da Henry Koster e interpretato da Cary Grant, David Niven e Loretta Young. Il film ebbe un remake diretto nel 1996 da Penny Marshall, Uno sguardo dal cielo, interpretato da Denzel Washington e Whitney Houston.